# Doryopteris pedata
Doryopteris pedata är en kantbräkenväxtart som först beskrevs av Carl von Linné och som fick sitt nu gällande namn av Antoine Laurent Apollinaire Fée.
Doryopteris pedata ingår i släktet Doryopteris och familjen Pteridaceae. Utöver nominatformen finns också underarten Doryopteris pedata palmata.

## Bildgalleri

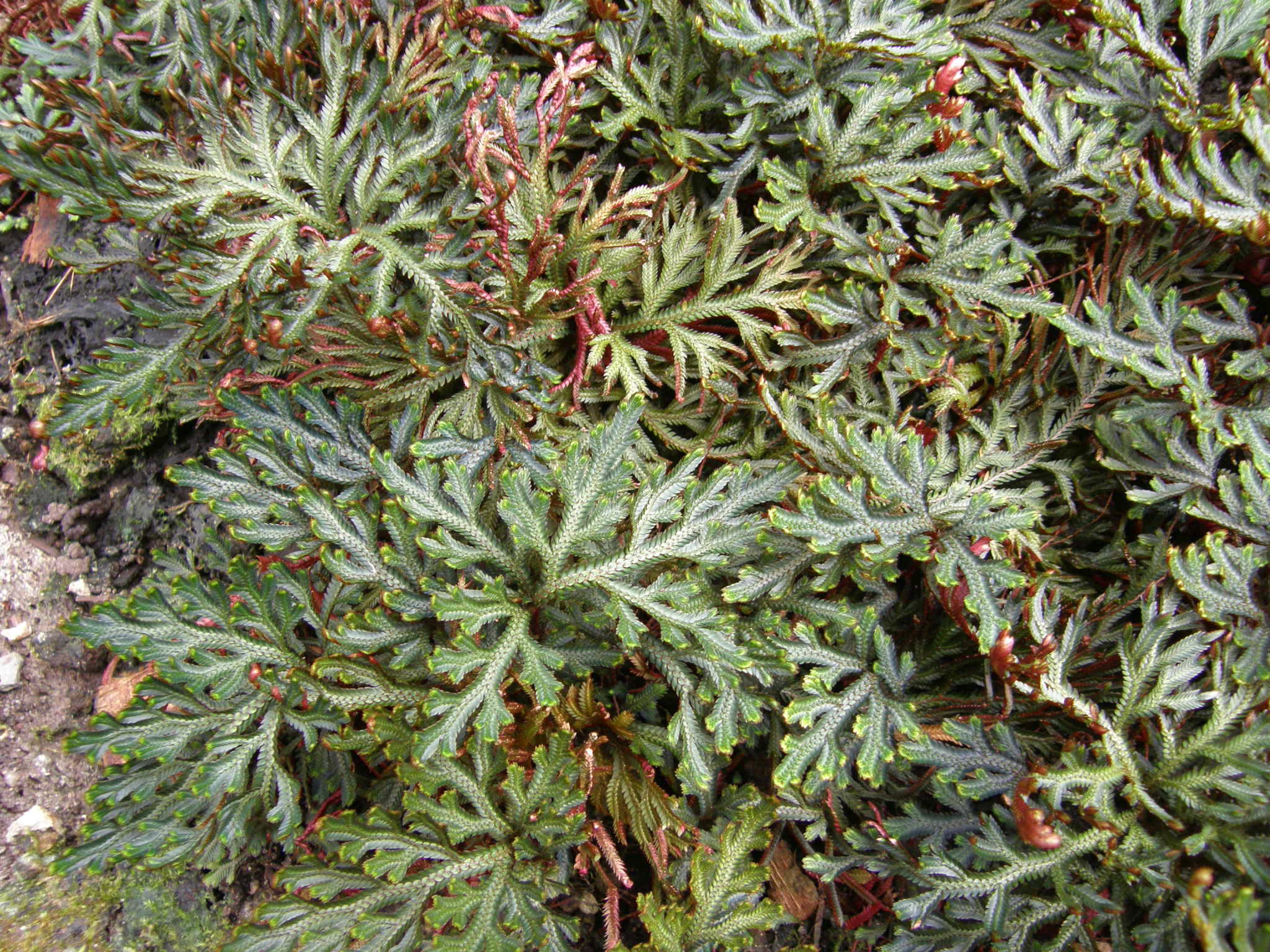
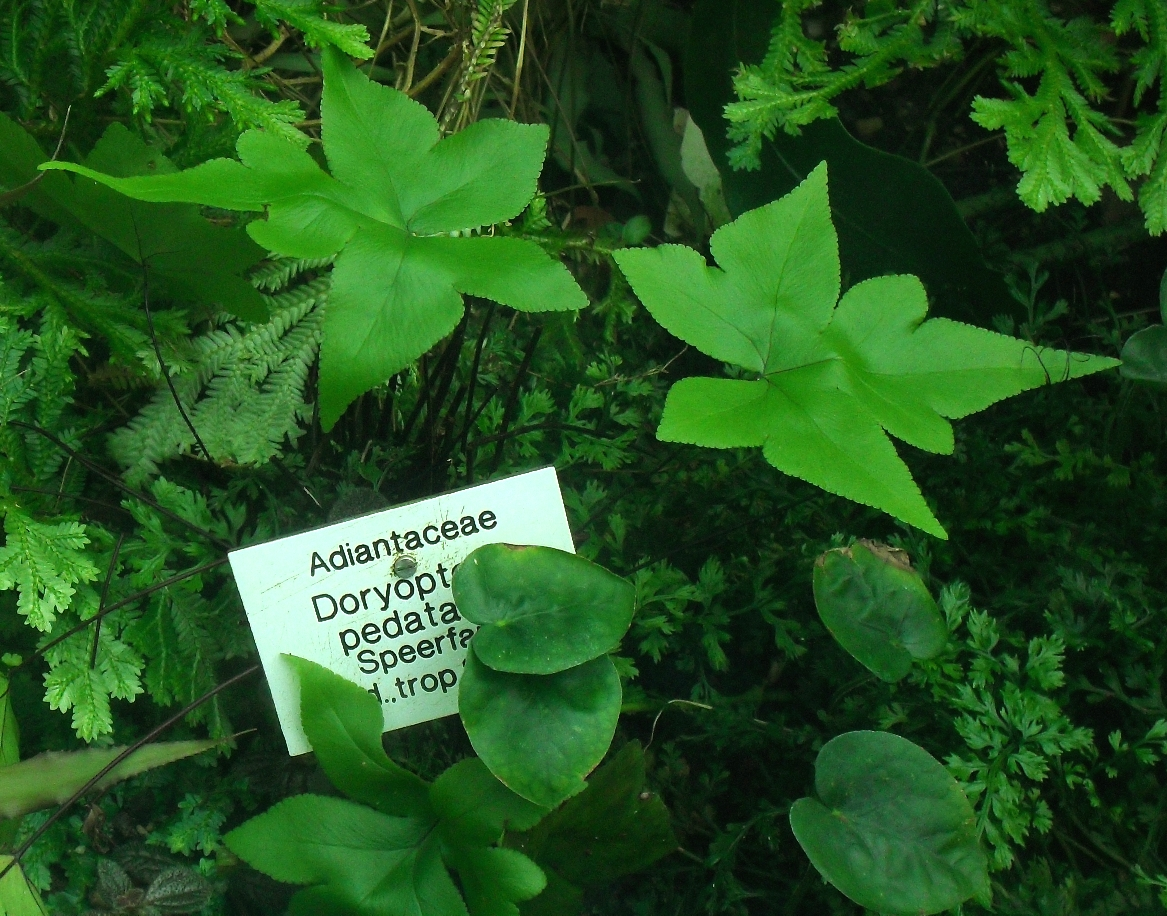
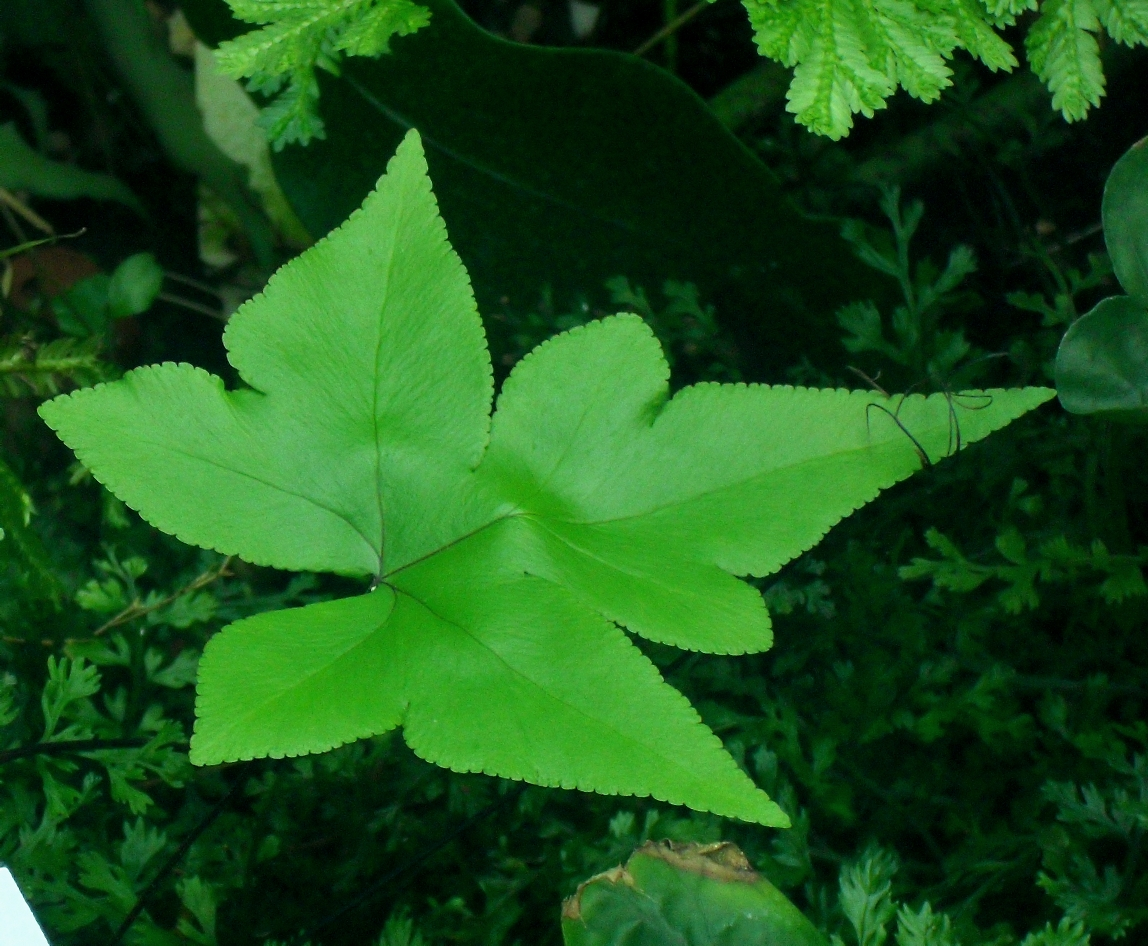
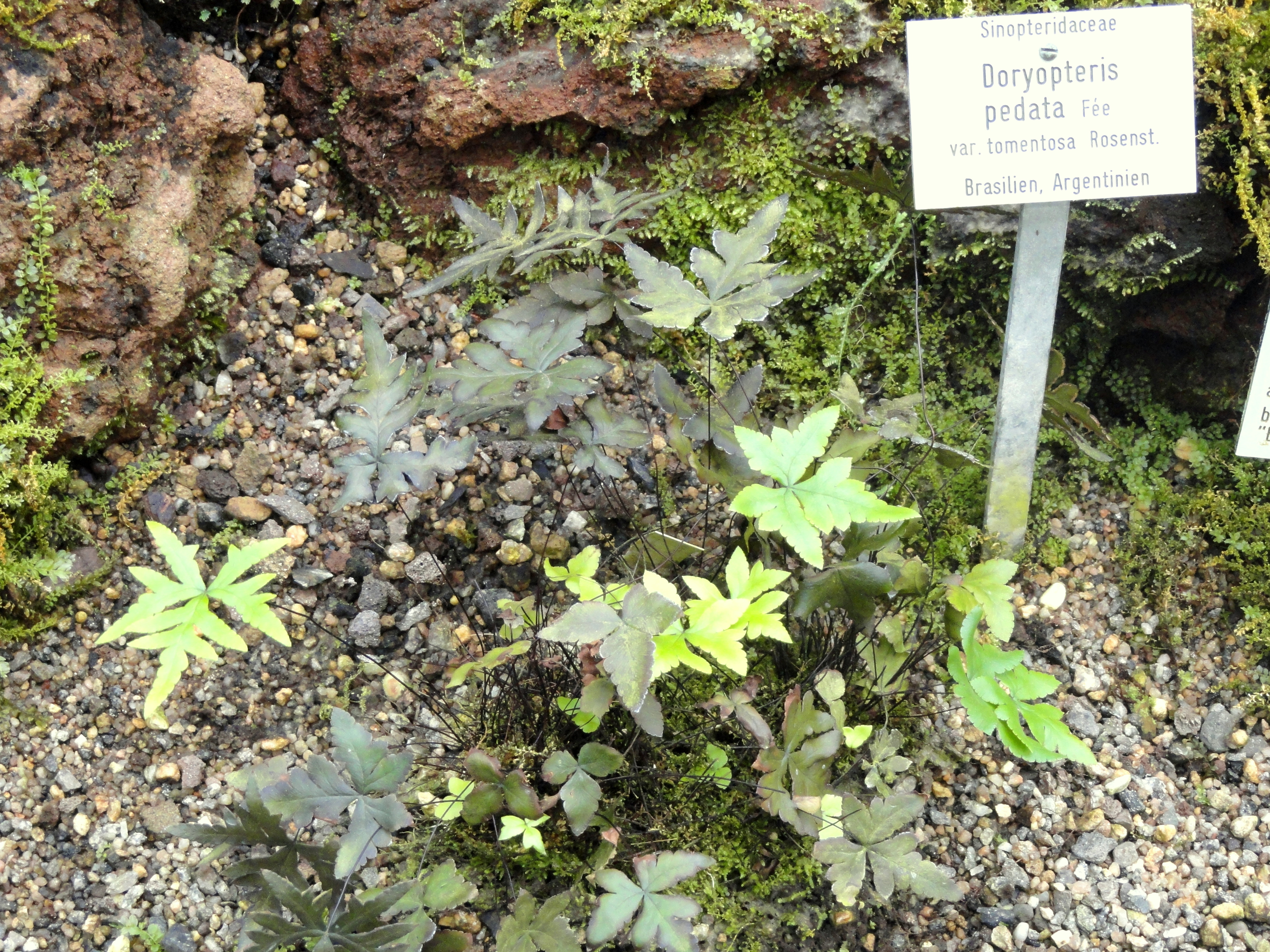